# Auguste von der Decken

Auguste von der Decken (1827–1908)

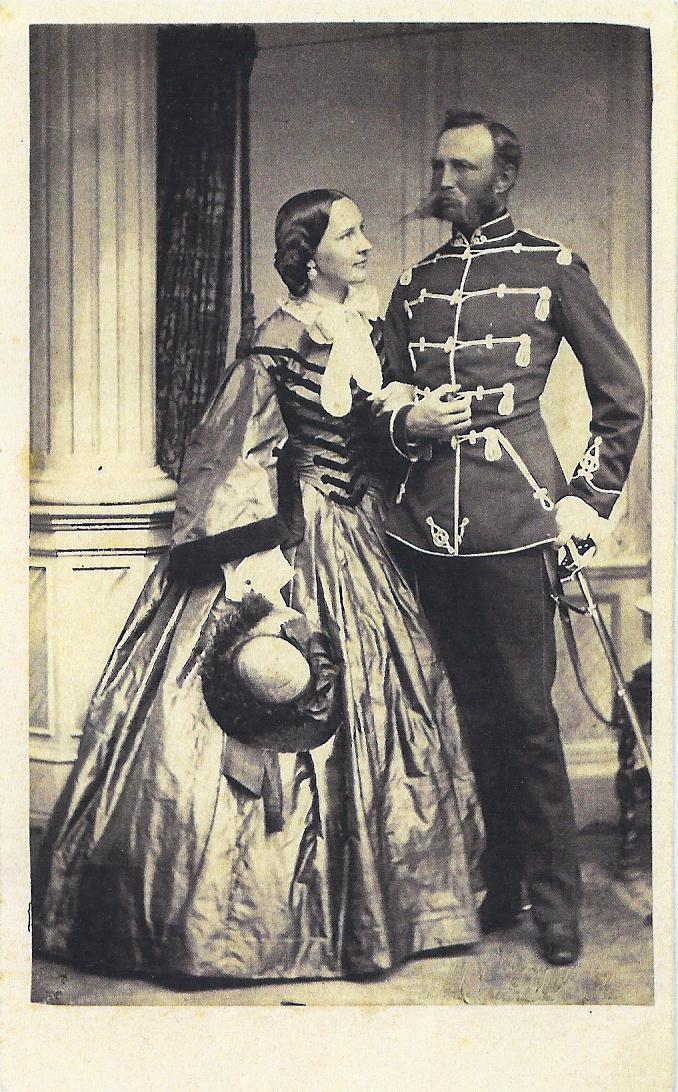
Auguste mit ihrem Ehemann, dem Major Hieronimus von der Decken, eine Fotografie von 1861

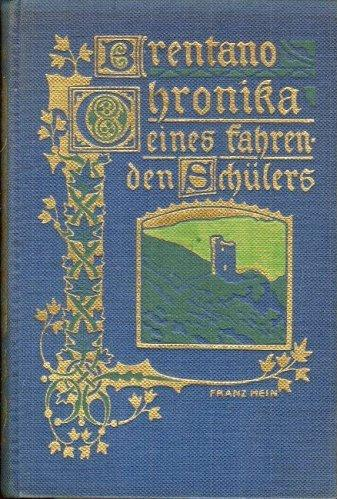
Roman von Auguste von der Elbe: Chronika eines fahrenden Schülers – C. Winter, Heidelberg, 1880 (Fortsetzung des Fragments von 1818 „Aus der Chronicka eines fahrenden Schülers“ von Clemens Brentano) Abbildung der illustrierten Ausgabe mit Bildern von Franz Hein

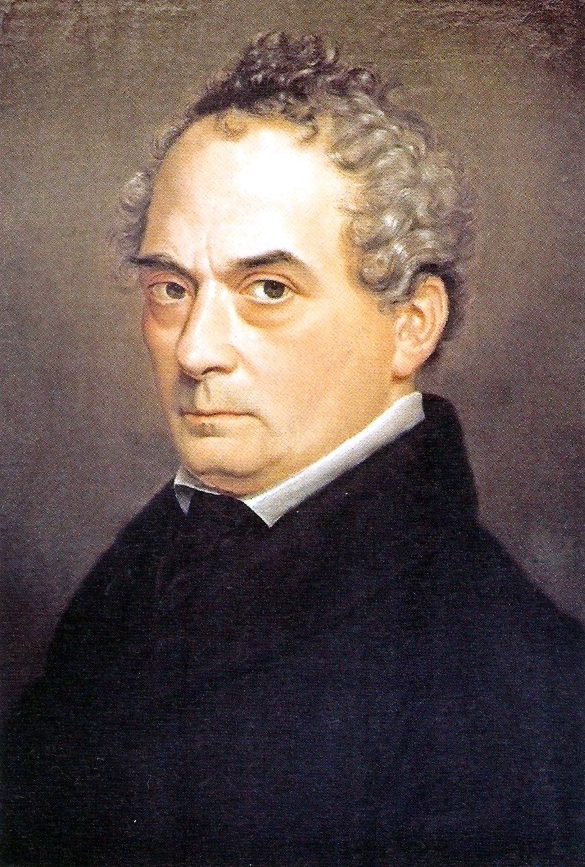
Clemens Brentano (Emilie Linder, nach 1833)

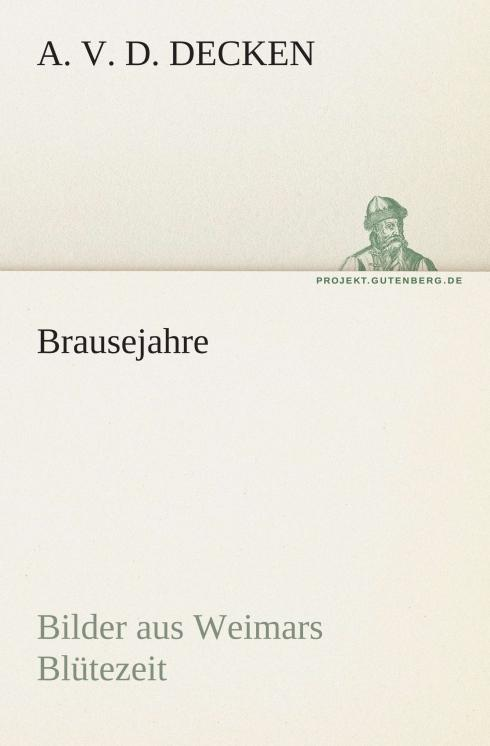
Roman: Brausejahre 1885 – jetzt im Projekt Gutenberg

Auguste von der Decken, geborene Auguste Meyer, (* 30. November 1827 in Bleckede; † 25. April 1908 in Hannover) war eine deutsche Schriftstellerin, die unter den Pseudonymen A. von der Elbe und A. v. d. Elbe mehrere Erzählungen und 50 Romane veröffentlichte.

## Leben
Auguste wurde als fünftes von sechs Kindern des hannöverschen Justizamtmanns zu Bleckede Heinrich August Meyer und seiner Frau Henriette Büchting geboren. Sie wuchs auf im „hoch an der Elbe“ gelegenen Schloss Bleckede, damals Amtssitz der exekutiven und judikativen Verwaltung („Amtshaus“). Ihr Vater hatte zuvor während der französischen Besatzungszeit hohe Ämter inne. Von 1809 bis 1810 war er der erste Polizeidirektor bei der Polizeidirektion Hannover. Von König Jérôme von Westphalen wurde er zum Reisemarschall für eine Inspektionsreise durch Norddeutschland 1810 ernannt. Heinrich August Meyer galt als Organisationstalent und wurde nach der Reise als Präfekt für das neugegründete Departement der Elbe- und Weser-Mündung eingesetzt, das vom 1. September 1810 bis zum 31. Dezember 1810 mit Sitz in Stade bestand. Nach weiteren beruflichen Stationen unter anderem in Hamburg kam er 1819 nach Bleckede. Auguste von der Decken hat den Lebensweg ihres Vaters nach einem heute verschollenen Tagebuch aus den Jahren 1809 bis 1812 und verschiedenen Familienpapieren in ihrem Roman Die Brüder Meienburg verarbeitet.
Sie heiratete 1849 in Lüneburg den hannoverschen Major der Kavallerie Hieronymus von der Decken. Hieronymus (1818–1875) ist in Balje im Lande Kehdingen bei Freiburg/Elbe aufgewachsen. Sie lebte mit ihrem Ehemann in verschiedenen Garnisonsstädten. In der Schlacht bei Langensalza 1866 führte er die hannoversche Garde du Corps. Als das Königreich Hannover preußisch wurde, nahm er seinen Abschied aus dem Militärdienst. Nach 1866 lebten sie in der Nähe von Göttingen. 1873 zog das Ehepaar von der Decken nach Meiningen um. Dort wurde Hieronymus am 2. April 1875, wenige Monate vor seinem Tod, Kammerherr in Sachsen-Meiningen in Südthüringen. Eine langjährige Freundschaft entstand in Meiningen zwischen Auguste von der Decken und Ellen Franz, die ebenfalls aus bürgerlichen Kreisen stammte und als Helene von Heldburg kurz vor ihrer Hochzeit mit Herzog Georg II. (Sachsen-Meiningen) geadelt wurde. Das Ehepaar von der Decken hatte keine Nachkommen.
Nach Hieronymus Tod 1875 schrieb Auguste unter ihren Pseudonymen „A. von der Elbe“ und „A. v. d. Elbe“ Erzählungen, die sie in Zeitungen veröffentlichte. Bereits als Jugendliche zeigte sie früh ihr Erzählertalent, als sie kleinere Familienaufführungen leitete. Erste anonyme Veröffentlichungen erfolgten vermutlich bereits in der Zeit zwischen 1856 und 1865. Die erste nachweislich zuschreibbare Veröffentlichung datiert aus dem Jahr 1861. Es war im 19. Jahrhundert üblich anstelle des Autorennamens Sterne anzugeben wenn die Autorenschaft verborgen bleiben sollte. Später wurde Auguste von der Decken literarisch stark beeinflusst durch Hermann Allmers, mit dem sie ebenfalls eine jahrzehntelange Freundschaft pflegte. Er schrieb das Vorwort zu einigen ihrer frühen Bücher. In dem Vorwort zu dem Werk: Lüneburger Geschichten schrieb er die erste Kurzbiografie über Auguste von der Decken. Dabei gab er das Geburtsjahr 1828 an. Dieses nachweislich falsche Geburtsjahr wird bis in die heutige Zeit oft von anderen Rezensenten/-innen übernommen. Der Geburtseintrag in das Kirchenbuch Bleckede erfolgte nach der Taufe am 8. Januar 1828 für den 30. November 1827.
Ab 1883 lebte die Dichterin in Hannover.
Ab 1877 schrieb sie 50 Romane, die teilweise hohe Auflagen erreichten. Mit ihren phantasievollen und keineswegs alltäglichen Geschichten eroberte sie rasch größere Leserkreise. Die größtenteils heimatbezogenen Romane hatten oft einen geschichtlich wahren Ausgangspunkt und waren spannende Unterhaltungsliteratur. Beispiele sind Die Grafen von Roden über das 1553 erloschene Adelsgeschlecht der Grafen von Roden, die eine bedeutende Rolle bei der Stadtentwicklung Hannovers spielten oder das Buch Der Bürgermeisterturm, das den Lüneburger Prälatenkrieg mit einer Liebesgeschichte verbindet. Ihre Bücher erschienen in vielen Auflagen und einige wurden noch bis 1930 gedruckt. Reprintausgaben sind 1986 (Der Bürgermeisterturm), 1991 (Souverän), 2012 (Brüder Meienburg) und 2013 (Der lange Kerl) erschienen.
Das Pseudonym A. von der Elbe wählte sie, weil sie den Familiennamen von der Decken nicht durch ihre Schriftstellerei in Misskredit bringen wollte. Es war andererseits aber auch eine Hommage an ihren Geburtsort Bleckede, weil sie als Kind von der Elbe fasziniert war. Sie wählte die Abkürzung des Vornamens, weil sie anfangs nicht als schreibende Frau erkannt werden wollte. Im 19. Jahrhundert war es noch die Ausnahme, wenn Frauen schrieben. In manchen Rezensionen der Zeit ist daher auch von „dem Verfasser“ die Rede. Später war es kein Geheimnis mehr, dass sie eine Schriftstellerin war und auch ihr Klarname war damals bekannt durch ihren eigenen Beitrag in Hannoversche Schriftsteller der Gegenwart von 1888 mit dem bekannten Foto von ihr als auch durch Einträge in Meyers Konversations-Lexikon von 1892 und im „Brockhaus Konversations-Lexikon“ von 1893. Im April 1908 starb sie im Alter von 80 Jahren in Hannover.

## Werke
Chronologisches Verzeichnis der 50 Bücher
1. Junker Ludolfs Gedenkbüchlein. Nordwestdeutscher Volksschriften Verlag, Bremen 1877. (Digitalisat)
2. Chronika eines fahrenden Schülers. Winter, Heidelberg, 1880 (Fortsetzung des Fragments von 1818 Aus der Chronicka eines fahrenden Schülers von Clemens Brentano)
3. Die Ricklinger. Janke, Berlin 1881 * (Digitalisat Band 1), (Digitalisat Band 2).
4. Die Brüder Meienburg. Eine Erzählung aus der Franzosenzeit. Winter, Heidelberg 1881. eingeschränkte Vorschau in der Google-Buchsuche
5. Lüneburger Geschichten. Spemann, Stuttgart 1883. urn:nbn:de:hbz:6:1-225980
6. Der Heliandssänger. Spemann, Stuttgart 1884.
7. Aref der Hindu. Kiepert, Freiburg i.Br. 1884.
8. Der Bürgermeisterturm. Erzählung aus dem 15. Jahrhundert. Grote, Berlin 1885 (Digitalisat Band 1), (Digitalisat Band 2).
9. Brausejahre, Bilder aus Weimars Blütezeit. Keil, Leipzig 1885. Auguste von der Decken: Brausejahre im Projekt Gutenberg-DE und eingeschränkte Vorschau in der Google-Buchsuche, (Digitalisat Band 1), (Digitalisat Band 2).
10. Dornröschen. Böhme, Leipzig 1885.[10]
11. Souverän. Roman aus der Herzogstadt Weißenfels. Pierson, Dresden 1886. Neuausg. 1991, ISBN 978-3-86156-019-7
12. Um ein Grafenschloß. Roman. Janke, Berlin 1887.
13. Die Junker von Luzern. Roman. 2 Bände. Pierson, Dresden 1888.
14. Ein Sohn. Roman. 2 Bände. Kiepert, Freiburg i.Br. 1888.
15. Apollonia von Celle. Böhme, Leipzig 1889.[11]
16. Eine alte Schuld. 3 Bände. Janke, Berlin 1889, (Digitalisat Band 1), (Digitalisat Band 2), (Digitalisat Band 3).
17. Graf Floris. Historischer Roman. 2 Bände. Pierson, Dresden 1889 (Digitalisat Band 1), (Digitalisat Band 2).
18. Wahre Liebe. Roman. 2 Bände. Deutsche Verlagsanstalt, Stuttgart 1891.
19. In seinen Fußstapfen. Roman aus Lüneburgs Vorzeit. Grote, Berlin 1891. (Digitalisat). Neuausgabe Hofenberg, Berlin 2023, ISBN 978-3-7437-4736-4.
20. Die Welt des Scheins. 2 Bände. Deutsche Verlagsanstalt, Stuttgart 1892.
21. Eigenart. Roman. 2 Bände. Deutsche Verlagsanstalt, Stuttgart 1893.
22. Die Macht des Kleinen. Roman. 2 Bände. Janke, Berlin 1894.
23. Die jüngeren Prinzen. Verein der Bücherfreunde, Berlin 1894.
24. Erkämpftes Glück. Der Tannhofserbe / Die Tochter des wilden Salder 2 Erzählungen für die herangereifte Jugend. Meidinger, Berlin 1896.
25. Lustige Geschichten. Schumann, Leipzig 1896. (Roman-Gallerie für Salon und Reise, Bd. 39/40)
26. Wartburggeschichten. Erzählungen. Buchhandlung der Berliner Stadtmission, Berlin 1896.
27. Astolf, der Cherusker. Meidinger, Berlin 1897.
28. Die Töchter des Obersten. 2 Bände. Costenoble, Jena 1897.
29. Aussaat und Ernte. Roman. 2 Bände. Reissner, Dresden 1897, (Digitalisat Band 1), (Digitalisat Band 2).
30. Isabellas Nachlass und andere Erzählungen. List, Leipzig 1898.
31. Der letzte Düsterhop. Roman aus der Zeit nach dem dreißigjährigen Kriege. 2 Bände. Costenoble, Jena 1899.
32. Onkel Wilhelms Gäste. Roman. 2 Bände. Reissner, Dresden 1899.
33. Seekönigs Töchter. Roman aus altheidnischer Normannenzeit. Janke, Berlin 1900.
34. Des lustigen Heinz Bekenntnisse. Roman. Janke, Berlin 1901.
35. Kaiser und Arzt. Geschichtlicher Roman. 2 Bände. Meyer, Berlin 1901.
36. Harriets Ehe. Vangerow, Bremerhaven 1902.
37. Frau Leonies Geheimnis. Roman. Pierson, Dresden 1903.
38. Ehrgeiz. Roman. 2 Bände. Janke, Berlin 1903.
39. Heimgefunden. Erzählung aus der nordischen Heide. Meyer, Berlin 1903.
40. Ein frisches Reis. Vangerow, Bremerhaven 1904.[12]
41. Ein gefährlicher Mann. Sein Kind. 2 Novellen. – Enßlin & Laiblin, Reutlingen 1904.
42. Eine Lebenssünde. Roman. Hillger, Berlin 1905.
43. Drei Frauenschicksale. Geschichtlicher Roman. Unterborn, Berlin-Schöneberg 1906.
44. Die Eicken von Eickenheide. Reissner, Dresden 1907.[13]
45. Sommerliebe. Novelle. Sarganek, Berlin 1907.
46. In Banden. von Vangerow, Bremerhaven 1907.[14]
47. Das Schloß am See. Seyfert, Dresden 1908.[15]
48. Die Grafen von der Roden. Erzählung aus den Zeiten der Kreuzzüge. Ungleich, Leipzig 1908.
49. Nemesis. Roman. Vangerow, Bremerhaven 1908.
50. Der lange Kerl. Roman. Seyfert, Dresden 1909. Neuausgabe 2013 beim Museums- und Heimatverein Brome e. V.

Erzählungen in Zeitschriften und Zeitungen
- Der alte Lehnstuhl – anonym 1861 in der Lüneburger Zeitung erschienen. Erstfassung, die sich in Länge und Duktus noch stark unterscheidet von der 16 Jahre später veröffentlichten Zweitfassung: „Der stille Freund“, die bereits von Hermann Allmers revidiert wurde. Anstelle des Autorennamens drei Sterne.
- Der stille Freund – anonym 1877 in der Zeitung Bremer Nachrichten erschienen. Anstelle des Autorennamens vier Sterne. Die nochmals überarbeitete Fassung, erstmals unter dem Pseudonym „A. von der Elbe“, erschien 1883 in dem Buch Lüneburger Geschichten.
- Annas Herz – Zeitschrift: Vom Fels zum Meer, Spemann 1882/83 1. Bd.
- Lorbeer und Myrte – Bibliothek der Unterhaltung und des Wissens, Herm. Schönlein, Stuttgart 1883
- Ein getreuer Knecht – Zeitschrift: Vom Fels zum Meer, Spemann 1883/84 1. Bd.
- Sommerblumen – Bibliothek der Unterhaltung und des Wissens, Herm. Schönlein, Stuttgart 1884
- Marzillas Lehrjahre – Zeitschrift: Das Kränzchen, Spemanns Illustriertes Mädchen-Jahrbuch, 3. Jg. Stuttgart 1890
- Die Brillanten der Herzogin – Zeitung: Thorner Presse, 1892
- Flamma – Ein Märchen für große Leute – Monatsblätter für deutsche Literatur 5. Jg., Herm. Beyer, Leipzig 1901
- Christinens Kummer – Trowitzsch’s Volkskalender, Berlin 1902
- Himmlische oder irdische Liebe – Reclams Universum, Leipzig 1905
- Aus Trotz – Deutsche Roman-Bibliothek, Band 35.2, Stuttgart 1907
- Der Stein des Anstoßes – Jahrbuch: Neue Christoterpe 1907, C. Ed. Müllers Verlagsbuchhandlung
- Verstrickt – Zeitung: Bote vom Untersee (Schweiz) Nr. 34/1917 – 103/1917

Gedichte
- Die Bake von Bosch-Plat (Novellette in Versen) – Zeitschrift: Velhagen und Klasings Monatshefte, Band 1, September 1894

Historisches
- Aus Lüneburgs Geschichte – Hannoversche Schriftsteller der Gegenwart, W. Otto 1888

Autobiografisches
- Erinnerungen. In: Allmers-Buch, Festgabe zum 80. Geburtstag von Hermann Allmers. F.A. Lattmann 1901
- Warum A. von der Elbe? In: Anny Wothe (Hrsg.): Selbsterlebtes. Aus den Werkstätten deutscher Poesie und Kunst. L. von Vangerow, Bremerhaven und Leipzig 1904